# 40 км (зупинний пункт, Сумська дирекція Південної залізниці)
40 кіломе́тр — пасажирський залізничний зупинний пункт Сумської дирекції Південної залізниці на лінії Білопілля — Баси.
Розташований у смт Степанівка Сумського району Сумської області між станціями Головашівка (4 км) та Торопилівка (4 км).
На платформі зупиняються приміські поїзди.